# Polychronis Tzortzakis
Polychronis Tzortzakis (Grieks: Πολυχρόνης Τζωρτζάκης) (Chania, 3 januari 1989) is een Grieks voormalig wielrenner die zowel op de baan als op de weg deelnam aan wedstrijden.

## Carrière
Tzortzakis reed in 2006 op 17-jarige leeftijd bij de junioren naar een tweede plaats op de Griekse kampioenschappen op de weg, achter Manolis Bailakis. In zijn 18-jarige carrière die hij hiermee inluidde zegevierde hij zesmaal in het nationale kampioenschap tijdrijden en tweemaal in de wegwedstrijd. Bij zijn andere acht deelnames aan de tijdrit eindigde hij zesmaal op het podium, de andere twee edities werd hij vierde. Bij de wegwedstrijd finishte hij over zeventien edities tweemaal buiten de top-10. In 2019 boekte hij zijn eerste professionele overwinning toen hij de proloog won in de Ronde van Egypte. Tzortzakis won tevens het eindklassement, voor Yousif Mirza. Datzelfde jaar zegevierde Tzortzakis in etappes in de Ronde van Marokko en In the footsteps of the Romans. In de jaren nadien won hij nog de eerste editie van de eendagswedstrijd Syedra Ancient City en etappes in de rondes van Guadeloupe en Albanië.
Tzortzakis reed gedurende zijn carrière bij meerdere amateurploegen maar was ook twee jaren actief bij het Belgische Tarteletto-Isorex en twee jaren bij het Thaise Roojai Online Insurance, wat zijn laatste ploeg bleek. Hij nam viermaal deel aan de WK op de weg, alle vier de edities moest hij vroegtijdig opgeven. In 2021 nam Tzortzakis deel aan de wegwedstrijd op de Olympische Spelen.
Hij was niet alleen actief op de weg, tijdens zijn carrière nam hij tussen 2008 en 2012 alle edities deel aan de Griekse kampioenschappen baanwielrennen. Hij won die jaren zeven gouden, vijf zilveren en vier bronzen medailles. In 2010 en 2011 nam hij deel aan de WK op de baan, waar zijn beste prestatie een negende positie was op de puntenkoers in 2011.

## Palmares

### Baanwielrennen
| Jaar        | GK                                                                         | EK             | WK                                      | Overige        |                |
| Als junior  | Als junior                                                                 | Als junior     | Als junior                              | Als junior     |                |
| ----------- | -------------------------------------------------------------------------- | -------------- | --------------------------------------- | -------------- | -------------- |
| 2006        | ploegenachtervolging · sprint                                              |                |                                         |                |                |
| 2007        | puntenkoers · koppelkoers · achtervolging · ploegenachtervolging           |                |                                         |                |                |
| Als belofte |                                                                            |                |                                         |                |                |
| 2011        |                                                                            | 9e omnium      |                                         |                |                |
| Als elite   |                                                                            |                |                                         |                |                |
| 2008        | koppelkoers · ploegenachtervolging                                         |                |                                         |                |                |
| 2009        | koppelkoers · ploegenachtervolging                                         |                |                                         |                |                |
| 2010        | koppelkoers · ploegenachtervolging · puntenkoers · achtervolging           |                | 16e ploegenachtervolging                |                |                |
| 2011        | koppelkoers · achtervolging · ploegenachtervolging                         |                | 9e puntenkoers 16e ploegenachtervolging |                |                |
| 2012        | koppelkoers · achtervolging · ploegenachtervolging · scratch · puntenkoers |                |                                         |                |                |
| 2013-2021   | Geen deelnames                                                             | Geen deelnames | Geen deelnames                          | Geen deelnames | Geen deelnames |
| 2022        | ploegenachtervolging                                                       |                |                                         |                |                |
| 2023        | achtervolging · puntenkoers                                                |                |                                         |                |                |

### Wegwielrennen
2006
 Grieks kampioenschap op de weg, junioren
2007
 Grieks kampioen op de weg, junioren
2010
 Grieks kampioenschap op de weg, elite
2011
 Grieks kampioenschap op de weg, elite
2012
 Grieks kampioenschap tijdrijden, elite
2013
 Grieks kampioenschap tijdrijden, elite
2014
 Grieks kampioen tijdrijden, elite
2015
 Grieks kampioen op de weg, elite
2016
 Grieks kampioenschap tijdrijden, elite
 Grieks kampioenschap op de weg, elite
2017
 Grieks kampioen tijdrijden, elite
 Grieks kampioenschap op de weg, elite
2018
 Grieks kampioen op de weg, elite
 Grieks kampioenschap tijdrijden, elite
2019
Proloog Ronde van Egypte
Eindklassement Ronde van Egypte
7e en 8e etappe Ronde van Marokko
Puntenklassement Ronde van Marokko
 Grieks kampioen tijdrijden, elite
 Grieks kampioenschap op de weg, elite
1e etappe In the footsteps of the Romans
Eindklassement In the footsteps of the Romans
2020
 Grieks kampioen tijdrijden, elite
 Grieks kampioenschap op de weg, elite
2021
 Grieks kampioen tijdrijden, elite
3e en 5e etappe Ronde van Guadeloupe
Puntenklassement Ronde van Guadeloupe
2022
 Grieks kampioenschap op de weg, elite
2023
Syedra Ancient City*
5e etappe Ronde van Albanië
 Grieks kampioenschap tijdrijden, elite
2024
 Grieks kampioen tijdrijden, elite
* Nam deel namens Griekenland

#### Resultaten in voornaamste wedstrijden
|      | \| Jaar \| \| WK op de weg \| \| ---- \| \| ------------ \| \| 2015 \| \| opgave \| \| 2016 \| \| \| \| 2017 \| \| \| \| 2018 \| \| \| \| 2019 \| \| opgave \| \| 2020 \| \| opgave \| \| 2021 \| \| opgave \| |              |
| Jaar | | WK op de weg |
| 2015 | | opgave       |
| 2016 | |              |
| 2017 | |              |
| 2018 | |              |
| 2019 | | opgave       |
| 2020 | | opgave       |
| 2021 | | opgave       |

## Ploegen
- 2011 –  KTM-Murcia
- 2014 –  Team U Nantes Atlantique
- 2015 –  CC Villeneuve Saint Germain
- 2016 –  CC Villeneuve Saint Germain
- 2017 –  RTS-Monton Racing
- 2018 –  Tarteletto-Isorex
- 2019 –  Tarteletto-Isorex
- 2020 –  Alfa Cycling Team
- 2021 –  Kuwait Pro Cycling Team
- 2022 –  Kuwait Pro Cycling Team
- 2023 –  Talok Anek Lines (t/m 30-06)
- 2023 –  Roojai Online Insurance
- 2024 –  Roojai Insurance